# Hannu Siitonen
Hannu Siitonen (* 18. března 1949 Parikkali) je bývalý finský atlet, mistr Evropy v hodu oštěpem z roku 1974.

## Sportovní kariéra
V olympijském finále v Mnichově v roce 1972 skončil na čtvrtém místě. Jeho největším úspěchem byla stříbrná medaile na olympiádě v Montrealu v roce 1976. O dva roky dříve se stal rovněž mistrem Evropy v hodu oštěpem. Jeho osobní rekord 93,90 m pochází z roku 1973. V letech 1970–1974 se stal celkem pětkrát mistrem Finska v hodu oštěpem.